# NUTS:DE

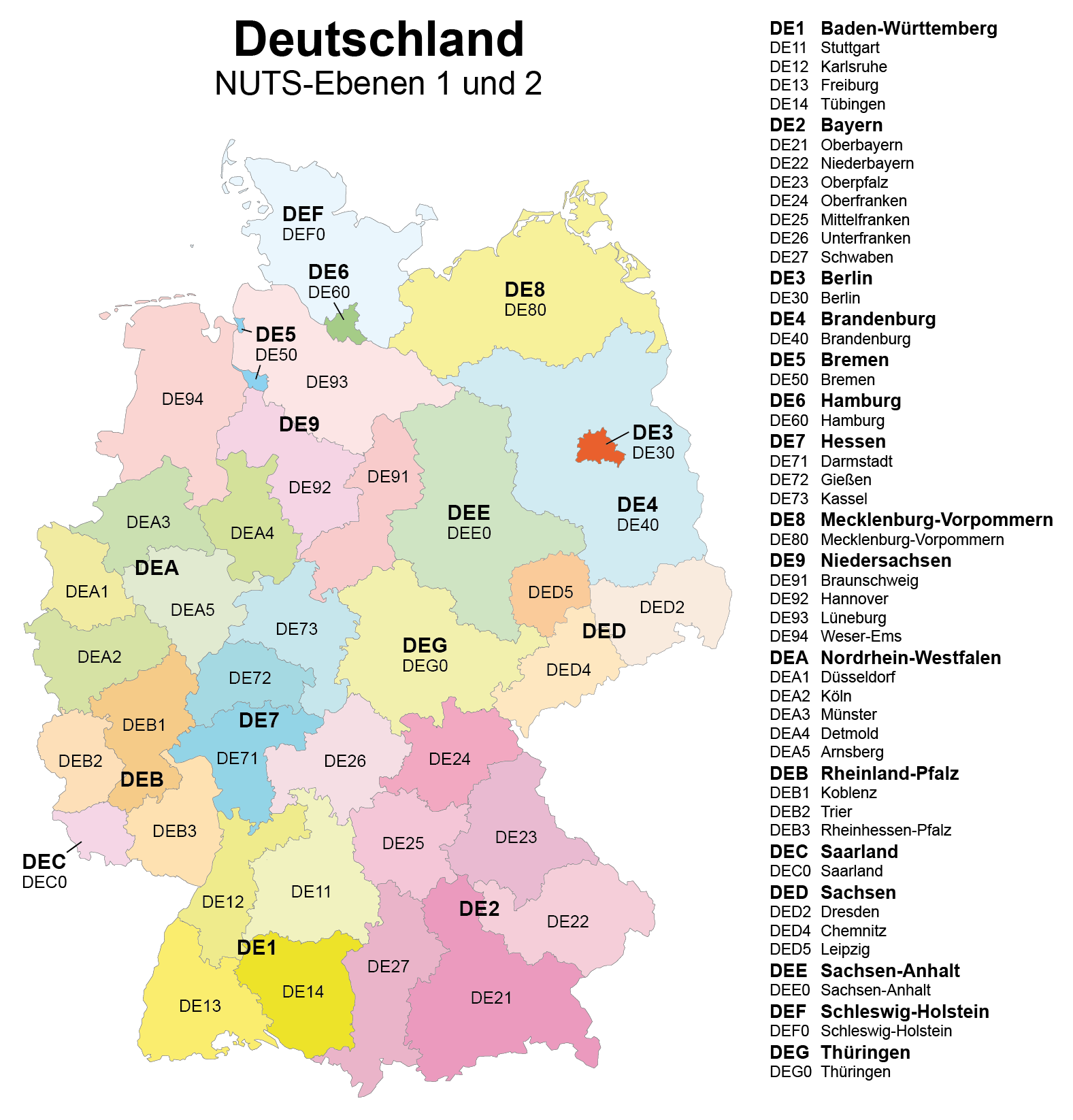
Die Ebenen NUTS1 und NUTS2 in Deutschland

Als NUTS:DE oder NUTS-Regionen in Deutschland bezeichnet man die territoriale Gliederung Deutschlands gemäß der europäischen  „Systematik der Gebietseinheiten für die Statistik“ (NUTS – französisch Nomenclature des unités territoriales statistiques).

## Grundlagen
In Deutschland werden die drei NUTS-Ebenen wie folgt belegt:
- Die NUTS-1-Regionen entsprechen den 16 Ländern.
- Auf der NUTS-2-Ebene gibt es 38 Regionen. Dabei handelt es sich
  - um 19 Regierungsbezirke in den Ländern Baden-Württemberg (4), Bayern (7), Hessen (3) und Nordrhein-Westfalen (5),
  - um 10 ehemalige Regierungsbezirke in den Ländern Niedersachsen (4, Auflösung 2005), Rheinland-Pfalz (3, Auflösung 2000) und Sachsen (3, Auflösung 2012) und
  - um 9 Länder Stadtstaaten Berlin, Hamburg und Bremen, sowie die Flächenländer Brandenburg, Mecklenburg-Vorpommern, Schleswig-Holstein, Sachsen-Anhalt, Saarland und Thüringen, die auf dieser Ebene nicht weiter untergliedert werden; sie sind somit gleichzeitig NUTS-1-Regionen und NUTS-2-Regionen.
    - Sachsen-Anhalt war zwischen 1990 und 2003 in drei Regierungsbezirke unterteilt, diese sind aber nicht NUTS-2-Regionen.
    - Brandenburg wurde von 2003 bis 2011 in die NUTS-2-Regionen Brandenburg-Nordost und Brandenburg-Südwest geteilt, in der Absicht, nach der EU-Erweiterung vom 1. Mai 2004 wenigstens noch für den ärmeren Nordosten weiterhin EU-Fördergelder zugewiesen zu bekommen.
- Die NUTS-3-Ebene mit 400 Regionen in Deutschland entspricht der Kreisebene[1] (Landkreise/Kreise und Kreisfreie Städte, in Baden-Württemberg Stadtkreise genannt).
- Darunter liegt die LAU-Ebene (ehemals NUTS-4 und NUTS-5) mit 10.753 Gemeinden.[1]

## Liste der NUTS-Regionen in Deutschland (NUTS 2016)
Historie:
1. NUTS 2003, gültig 2003 bis 2007
2. NUTS 2006, gültig 2008 bis 2011
3. NUTS 2010, gültig 2012 bis 2014
4. NUTS 2013, gültig 2015 bis 2017
5. NUTS 2016, gültig seit 18. Januar 2018

| NUTS 1 | NUTS 1                 | NUTS 2 | NUTS 2                 | NUTS 3 | NUTS 3                                       |
| Code   | Name                   | Code   | Name                   | Code   | Name                                         |
| ------ | ---------------------- | ------ | ---------------------- | ------ | -------------------------------------------- |
| DE1    | Baden-Württemberg      | DE11   | Stuttgart              | DE111  | Stuttgart, Stadtkreis                        |
| DE1    | Baden-Württemberg      | DE11   | Stuttgart              | DE112  | Böblingen                                    |
| DE1    | Baden-Württemberg      | DE11   | Stuttgart              | DE113  | Esslingen                                    |
| DE1    | Baden-Württemberg      | DE11   | Stuttgart              | DE114  | Göppingen                                    |
| DE1    | Baden-Württemberg      | DE11   | Stuttgart              | DE115  | Ludwigsburg                                  |
| DE1    | Baden-Württemberg      | DE11   | Stuttgart              | DE116  | Rems-Murr-Kreis                              |
| DE1    | Baden-Württemberg      | DE11   | Stuttgart              | DE117  | Heilbronn, Stadtkreis                        |
| DE1    | Baden-Württemberg      | DE11   | Stuttgart              | DE118  | Heilbronn, Landkreis                         |
| DE1    | Baden-Württemberg      | DE11   | Stuttgart              | DE119  | Hohenlohekreis                               |
| DE1    | Baden-Württemberg      | DE11   | Stuttgart              | DE11A  | Schwäbisch Hall                              |
| DE1    | Baden-Württemberg      | DE11   | Stuttgart              | DE11B  | Main-Tauber-Kreis                            |
| DE1    | Baden-Württemberg      | DE11   | Stuttgart              | DE11C  | Heidenheim                                   |
| DE1    | Baden-Württemberg      | DE11   | Stuttgart              | DE11D  | Ostalbkreis                                  |
| DE1    | Baden-Württemberg      | DE12   | Karlsruhe              | DE121  | Baden-Baden, Stadtkreis                      |
| DE1    | Baden-Württemberg      | DE12   | Karlsruhe              | DE122  | Karlsruhe, Stadtkreis                        |
| DE1    | Baden-Württemberg      | DE12   | Karlsruhe              | DE123  | Karlsruhe, Landkreis                         |
| DE1    | Baden-Württemberg      | DE12   | Karlsruhe              | DE124  | Rastatt                                      |
| DE1    | Baden-Württemberg      | DE12   | Karlsruhe              | DE125  | Heidelberg, Stadtkreis                       |
| DE1    | Baden-Württemberg      | DE12   | Karlsruhe              | DE126  | Mannheim, Stadtkreis                         |
| DE1    | Baden-Württemberg      | DE12   | Karlsruhe              | DE127  | Neckar-Odenwald-Kreis                        |
| DE1    | Baden-Württemberg      | DE12   | Karlsruhe              | DE128  | Rhein-Neckar-Kreis                           |
| DE1    | Baden-Württemberg      | DE12   | Karlsruhe              | DE129  | Pforzheim, Stadtkreis                        |
| DE1    | Baden-Württemberg      | DE12   | Karlsruhe              | DE12A  | Calw                                         |
| DE1    | Baden-Württemberg      | DE12   | Karlsruhe              | DE12B  | Enzkreis                                     |
| DE1    | Baden-Württemberg      | DE12   | Karlsruhe              | DE12C  | Freudenstadt                                 |
| DE1    | Baden-Württemberg      | DE13   | Freiburg               | DE131  | Freiburg im Breisgau, Stadtkreis             |
| DE1    | Baden-Württemberg      | DE13   | Freiburg               | DE132  | Breisgau-Hochschwarzwald                     |
| DE1    | Baden-Württemberg      | DE13   | Freiburg               | DE133  | Emmendingen                                  |
| DE1    | Baden-Württemberg      | DE13   | Freiburg               | DE134  | Ortenaukreis                                 |
| DE1    | Baden-Württemberg      | DE13   | Freiburg               | DE135  | Rottweil                                     |
| DE1    | Baden-Württemberg      | DE13   | Freiburg               | DE136  | Schwarzwald-Baar-Kreis                       |
| DE1    | Baden-Württemberg      | DE13   | Freiburg               | DE137  | Tuttlingen                                   |
| DE1    | Baden-Württemberg      | DE13   | Freiburg               | DE138  | Konstanz                                     |
| DE1    | Baden-Württemberg      | DE13   | Freiburg               | DE139  | Lörrach                                      |
| DE1    | Baden-Württemberg      | DE13   | Freiburg               | DE13A  | Waldshut                                     |
| DE1    | Baden-Württemberg      | DE14   | Tübingen               | DE141  | Reutlingen                                   |
| DE1    | Baden-Württemberg      | DE14   | Tübingen               | DE142  | Tübingen                                     |
| DE1    | Baden-Württemberg      | DE14   | Tübingen               | DE143  | Zollernalbkreis                              |
| DE1    | Baden-Württemberg      | DE14   | Tübingen               | DE144  | Ulm, Stadtkreis                              |
| DE1    | Baden-Württemberg      | DE14   | Tübingen               | DE145  | Alb-Donau-Kreis                              |
| DE1    | Baden-Württemberg      | DE14   | Tübingen               | DE146  | Biberach                                     |
| DE1    | Baden-Württemberg      | DE14   | Tübingen               | DE147  | Bodenseekreis                                |
| DE1    | Baden-Württemberg      | DE14   | Tübingen               | DE148  | Ravensburg                                   |
| DE1    | Baden-Württemberg      | DE14   | Tübingen               | DE149  | Sigmaringen                                  |
| DE2    | Bayern                 | DE21   | Oberbayern             | DE211  | Ingolstadt, Kreisfreie Stadt                 |
| DE2    | Bayern                 | DE21   | Oberbayern             | DE212  | München, Kreisfreie Stadt                    |
| DE2    | Bayern                 | DE21   | Oberbayern             | DE213  | Rosenheim, Kreisfreie Stadt                  |
| DE2    | Bayern                 | DE21   | Oberbayern             | DE214  | Altötting                                    |
| DE2    | Bayern                 | DE21   | Oberbayern             | DE215  | Berchtesgadener Land                         |
| DE2    | Bayern                 | DE21   | Oberbayern             | DE216  | Bad Tölz-Wolfratshausen                      |
| DE2    | Bayern                 | DE21   | Oberbayern             | DE217  | Dachau                                       |
| DE2    | Bayern                 | DE21   | Oberbayern             | DE218  | Ebersberg                                    |
| DE2    | Bayern                 | DE21   | Oberbayern             | DE219  | Eichstätt                                    |
| DE2    | Bayern                 | DE21   | Oberbayern             | DE21A  | Erding                                       |
| DE2    | Bayern                 | DE21   | Oberbayern             | DE21B  | Freising                                     |
| DE2    | Bayern                 | DE21   | Oberbayern             | DE21C  | Fürstenfeldbruck                             |
| DE2    | Bayern                 | DE21   | Oberbayern             | DE21D  | Garmisch-Partenkirchen                       |
| DE2    | Bayern                 | DE21   | Oberbayern             | DE21E  | Landsberg am Lech                            |
| DE2    | Bayern                 | DE21   | Oberbayern             | DE21F  | Miesbach                                     |
| DE2    | Bayern                 | DE21   | Oberbayern             | DE21G  | Mühldorf a. Inn                              |
| DE2    | Bayern                 | DE21   | Oberbayern             | DE21H  | München, Landkreis                           |
| DE2    | Bayern                 | DE21   | Oberbayern             | DE21I  | Neuburg-Schrobenhausen                       |
| DE2    | Bayern                 | DE21   | Oberbayern             | DE21J  | Pfaffenhofen a. d. Ilm                       |
| DE2    | Bayern                 | DE21   | Oberbayern             | DE21K  | Rosenheim, Landkreis                         |
| DE2    | Bayern                 | DE21   | Oberbayern             | DE21L  | Starnberg                                    |
| DE2    | Bayern                 | DE21   | Oberbayern             | DE21M  | Traunstein                                   |
| DE2    | Bayern                 | DE21   | Oberbayern             | DE21N  | Weilheim-Schongau                            |
| DE2    | Bayern                 | DE22   | Niederbayern           | DE221  | Landshut, Kreisfreie Stadt                   |
| DE2    | Bayern                 | DE22   | Niederbayern           | DE222  | Passau, Kreisfreie Stadt                     |
| DE2    | Bayern                 | DE22   | Niederbayern           | DE223  | Straubing, Kreisfreie Stadt                  |
| DE2    | Bayern                 | DE22   | Niederbayern           | DE224  | Deggendorf                                   |
| DE2    | Bayern                 | DE22   | Niederbayern           | DE225  | Freyung-Grafenau                             |
| DE2    | Bayern                 | DE22   | Niederbayern           | DE226  | Kelheim                                      |
| DE2    | Bayern                 | DE22   | Niederbayern           | DE227  | Landshut, Landkreis                          |
| DE2    | Bayern                 | DE22   | Niederbayern           | DE228  | Passau, Landkreis                            |
| DE2    | Bayern                 | DE22   | Niederbayern           | DE229  | Regen                                        |
| DE2    | Bayern                 | DE22   | Niederbayern           | DE22A  | Rottal-Inn                                   |
| DE2    | Bayern                 | DE22   | Niederbayern           | DE22B  | Straubing-Bogen                              |
| DE2    | Bayern                 | DE22   | Niederbayern           | DE22C  | Dingolfing-Landau                            |
| DE2    | Bayern                 | DE23   | Oberpfalz              | DE231  | Amberg, Kreisfreie Stadt                     |
| DE2    | Bayern                 | DE23   | Oberpfalz              | DE232  | Regensburg, Kreisfreie Stadt                 |
| DE2    | Bayern                 | DE23   | Oberpfalz              | DE233  | Weiden i. d. OPf, Kreisfreie Stadt           |
| DE2    | Bayern                 | DE23   | Oberpfalz              | DE234  | Amberg-Sulzbach                              |
| DE2    | Bayern                 | DE23   | Oberpfalz              | DE235  | Cham                                         |
| DE2    | Bayern                 | DE23   | Oberpfalz              | DE236  | Neumarkt i. d. OPf.                          |
| DE2    | Bayern                 | DE23   | Oberpfalz              | DE237  | Neustadt a. d. Waldnaab                      |
| DE2    | Bayern                 | DE23   | Oberpfalz              | DE238  | Regensburg, Landkreis                        |
| DE2    | Bayern                 | DE23   | Oberpfalz              | DE239  | Schwandorf                                   |
| DE2    | Bayern                 | DE23   | Oberpfalz              | DE23A  | Tirschenreuth                                |
| DE2    | Bayern                 | DE24   | Oberfranken            | DE241  | Bamberg, Kreisfreie Stadt                    |
| DE2    | Bayern                 | DE24   | Oberfranken            | DE242  | Bayreuth, Kreisfreie Stadt                   |
| DE2    | Bayern                 | DE24   | Oberfranken            | DE243  | Coburg, Kreisfreie Stadt                     |
| DE2    | Bayern                 | DE24   | Oberfranken            | DE244  | Hof, Kreisfreie Stadt                        |
| DE2    | Bayern                 | DE24   | Oberfranken            | DE245  | Bamberg, Landkreis                           |
| DE2    | Bayern                 | DE24   | Oberfranken            | DE246  | Bayreuth, Landkreis                          |
| DE2    | Bayern                 | DE24   | Oberfranken            | DE247  | Coburg, Landkreis                            |
| DE2    | Bayern                 | DE24   | Oberfranken            | DE248  | Forchheim                                    |
| DE2    | Bayern                 | DE24   | Oberfranken            | DE249  | Hof, Landkreis                               |
| DE2    | Bayern                 | DE24   | Oberfranken            | DE24A  | Kronach                                      |
| DE2    | Bayern                 | DE24   | Oberfranken            | DE24B  | Kulmbach                                     |
| DE2    | Bayern                 | DE24   | Oberfranken            | DE24C  | Lichtenfels                                  |
| DE2    | Bayern                 | DE24   | Oberfranken            | DE24D  | Wunsiedel i. Fichtelgebirge                  |
| DE2    | Bayern                 | DE25   | Mittelfranken          | DE251  | Ansbach, Kreisfreie Stadt                    |
| DE2    | Bayern                 | DE25   | Mittelfranken          | DE252  | Erlangen, Kreisfreie Stadt                   |
| DE2    | Bayern                 | DE25   | Mittelfranken          | DE253  | Fürth, Kreisfreie Stadt                      |
| DE2    | Bayern                 | DE25   | Mittelfranken          | DE254  | Nürnberg, Kreisfreie Stadt                   |
| DE2    | Bayern                 | DE25   | Mittelfranken          | DE255  | Schwabach, Kreisfreie Stadt                  |
| DE2    | Bayern                 | DE25   | Mittelfranken          | DE256  | Ansbach, Landkreis                           |
| DE2    | Bayern                 | DE25   | Mittelfranken          | DE257  | Erlangen-Höchstadt                           |
| DE2    | Bayern                 | DE25   | Mittelfranken          | DE258  | Fürth, Landkreis                             |
| DE2    | Bayern                 | DE25   | Mittelfranken          | DE259  | Nürnberger Land                              |
| DE2    | Bayern                 | DE25   | Mittelfranken          | DE25A  | Neustadt a. d. Aisch-Bad Windsheim           |
| DE2    | Bayern                 | DE25   | Mittelfranken          | DE25B  | Roth                                         |
| DE2    | Bayern                 | DE25   | Mittelfranken          | DE25C  | Weißenburg-Gunzenhausen                      |
| DE2    | Bayern                 | DE26   | Unterfranken           | DE261  | Aschaffenburg, Kreisfreie Stadt              |
| DE2    | Bayern                 | DE26   | Unterfranken           | DE262  | Schweinfurt, Kreisfreie Stadt                |
| DE2    | Bayern                 | DE26   | Unterfranken           | DE263  | Würzburg, Kreisfreie Stadt                   |
| DE2    | Bayern                 | DE26   | Unterfranken           | DE264  | Aschaffenburg, Landkreis                     |
| DE2    | Bayern                 | DE26   | Unterfranken           | DE265  | Bad Kissingen                                |
| DE2    | Bayern                 | DE26   | Unterfranken           | DE266  | Rhön-Grabfeld                                |
| DE2    | Bayern                 | DE26   | Unterfranken           | DE267  | Haßberge                                     |
| DE2    | Bayern                 | DE26   | Unterfranken           | DE268  | Kitzingen                                    |
| DE2    | Bayern                 | DE26   | Unterfranken           | DE269  | Miltenberg                                   |
| DE2    | Bayern                 | DE26   | Unterfranken           | DE26A  | Main-Spessart                                |
| DE2    | Bayern                 | DE26   | Unterfranken           | DE26B  | Schweinfurt, Landkreis                       |
| DE2    | Bayern                 | DE26   | Unterfranken           | DE26C  | Würzburg, Landkreis                          |
| DE2    | Bayern                 | DE27   | Schwaben               | DE271  | Augsburg, Kreisfreie Stadt                   |
| DE2    | Bayern                 | DE27   | Schwaben               | DE272  | Kaufbeuren, Kreisfreie Stadt                 |
| DE2    | Bayern                 | DE27   | Schwaben               | DE273  | Kempten (Allgäu), Kreisfreie Stadt           |
| DE2    | Bayern                 | DE27   | Schwaben               | DE274  | Memmingen, Kreisfreie Stadt                  |
| DE2    | Bayern                 | DE27   | Schwaben               | DE275  | Aichach-Friedberg                            |
| DE2    | Bayern                 | DE27   | Schwaben               | DE276  | Augsburg, Landkreis                          |
| DE2    | Bayern                 | DE27   | Schwaben               | DE277  | Dillingen a. d. Donau                        |
| DE2    | Bayern                 | DE27   | Schwaben               | DE278  | Günzburg                                     |
| DE2    | Bayern                 | DE27   | Schwaben               | DE279  | Neu-Ulm                                      |
| DE2    | Bayern                 | DE27   | Schwaben               | DE27A  | Lindau (Bodensee)                            |
| DE2    | Bayern                 | DE27   | Schwaben               | DE27B  | Ostallgäu                                    |
| DE2    | Bayern                 | DE27   | Schwaben               | DE27C  | Unterallgäu                                  |
| DE2    | Bayern                 | DE27   | Schwaben               | DE27D  | Donau-Ries                                   |
| DE2    | Bayern                 | DE27   | Schwaben               | DE27E  | Oberallgäu                                   |
| DE3    | Berlin                 | DE30   | Berlin                 | DE300  | Berlin                                       |
| DE4    | Brandenburg            | DE40   | Brandenburg            | DE401  | Brandenburg an der Havel, Kreisfreie Stadt   |
| DE4    | Brandenburg            | DE40   | Brandenburg            | DE402  | Cottbus, Kreisfreie Stadt                    |
| DE4    | Brandenburg            | DE40   | Brandenburg            | DE403  | Frankfurt (Oder), Kreisfreie Stadt           |
| DE4    | Brandenburg            | DE40   | Brandenburg            | DE404  | Potsdam, Kreisfreie Stadt                    |
| DE4    | Brandenburg            | DE40   | Brandenburg            | DE405  | Barnim                                       |
| DE4    | Brandenburg            | DE40   | Brandenburg            | DE406  | Dahme-Spreewald                              |
| DE4    | Brandenburg            | DE40   | Brandenburg            | DE407  | Elbe-Elster                                  |
| DE4    | Brandenburg            | DE40   | Brandenburg            | DE408  | Havelland                                    |
| DE4    | Brandenburg            | DE40   | Brandenburg            | DE409  | Märkisch-Oderland                            |
| DE4    | Brandenburg            | DE40   | Brandenburg            | DE40A  | Oberhavel                                    |
| DE4    | Brandenburg            | DE40   | Brandenburg            | DE40B  | Oberspreewald-Lausitz                        |
| DE4    | Brandenburg            | DE40   | Brandenburg            | DE40C  | Oder-Spree                                   |
| DE4    | Brandenburg            | DE40   | Brandenburg            | DE40D  | Ostprignitz-Ruppin                           |
| DE4    | Brandenburg            | DE40   | Brandenburg            | DE40E  | Potsdam-Mittelmark                           |
| DE4    | Brandenburg            | DE40   | Brandenburg            | DE40F  | Prignitz                                     |
| DE4    | Brandenburg            | DE40   | Brandenburg            | DE40G  | Spree-Neiße                                  |
| DE4    | Brandenburg            | DE40   | Brandenburg            | DE40H  | Teltow-Fläming                               |
| DE4    | Brandenburg            | DE40   | Brandenburg            | DE40I  | Uckermark                                    |
| DE5    | Bremen                 | DE50   | Bremen                 | DE501  | Bremen, Kreisfreie Stadt                     |
| DE5    | Bremen                 | DE50   | Bremen                 | DE502  | Bremerhaven, Kreisfreie Stadt                |
| DE6    | Hamburg                | DE60   | Hamburg                | DE600  | Hamburg                                      |
| DE7    | Hessen                 | DE71   | Darmstadt              | DE711  | Darmstadt, Kreisfreie Stadt                  |
| DE7    | Hessen                 | DE71   | Darmstadt              | DE712  | Frankfurt am Main, Kreisfreie Stadt          |
| DE7    | Hessen                 | DE71   | Darmstadt              | DE713  | Offenbach am Main, Kreisfreie Stadt          |
| DE7    | Hessen                 | DE71   | Darmstadt              | DE714  | Wiesbaden, Kreisfreie Stadt                  |
| DE7    | Hessen                 | DE71   | Darmstadt              | DE715  | Bergstraße                                   |
| DE7    | Hessen                 | DE71   | Darmstadt              | DE716  | Darmstadt-Dieburg                            |
| DE7    | Hessen                 | DE71   | Darmstadt              | DE717  | Groß-Gerau                                   |
| DE7    | Hessen                 | DE71   | Darmstadt              | DE718  | Hochtaunuskreis                              |
| DE7    | Hessen                 | DE71   | Darmstadt              | DE719  | Main-Kinzig-Kreis                            |
| DE7    | Hessen                 | DE71   | Darmstadt              | DE71A  | Main-Taunus-Kreis                            |
| DE7    | Hessen                 | DE71   | Darmstadt              | DE71B  | Odenwaldkreis                                |
| DE7    | Hessen                 | DE71   | Darmstadt              | DE71C  | Offenbach, Landkreis                         |
| DE7    | Hessen                 | DE71   | Darmstadt              | DE71D  | Rheingau-Taunus-Kreis                        |
| DE7    | Hessen                 | DE71   | Darmstadt              | DE71E  | Wetteraukreis                                |
| DE7    | Hessen                 | DE72   | Gießen                 | DE721  | Gießen                                       |
| DE7    | Hessen                 | DE72   | Gießen                 | DE722  | Lahn-Dill-Kreis                              |
| DE7    | Hessen                 | DE72   | Gießen                 | DE723  | Limburg-Weilburg                             |
| DE7    | Hessen                 | DE72   | Gießen                 | DE724  | Marburg-Biedenkopf                           |
| DE7    | Hessen                 | DE72   | Gießen                 | DE725  | Vogelsbergkreis                              |
| DE7    | Hessen                 | DE73   | Kassel                 | DE731  | Kassel, Kreisfreie Stadt                     |
| DE7    | Hessen                 | DE73   | Kassel                 | DE732  | Fulda                                        |
| DE7    | Hessen                 | DE73   | Kassel                 | DE733  | Hersfeld-Rotenburg                           |
| DE7    | Hessen                 | DE73   | Kassel                 | DE734  | Kassel, Landkreis                            |
| DE7    | Hessen                 | DE73   | Kassel                 | DE735  | Schwalm-Eder-Kreis                           |
| DE7    | Hessen                 | DE73   | Kassel                 | DE736  | Waldeck-Frankenberg                          |
| DE7    | Hessen                 | DE73   | Kassel                 | DE737  | Werra-Meißner-Kreis                          |
| DE8    | Mecklenburg-Vorpommern | DE80   | Mecklenburg-Vorpommern | DE803  | Rostock, Kreisfreie Stadt                    |
| DE8    | Mecklenburg-Vorpommern | DE80   | Mecklenburg-Vorpommern | DE804  | Schwerin, Kreisfreie Stadt                   |
| DE8    | Mecklenburg-Vorpommern | DE80   | Mecklenburg-Vorpommern | DE80J  | Mecklenburgische Seenplatte                  |
| DE8    | Mecklenburg-Vorpommern | DE80   | Mecklenburg-Vorpommern | DE80K  | Rostock, Landkreis                           |
| DE8    | Mecklenburg-Vorpommern | DE80   | Mecklenburg-Vorpommern | DE80L  | Vorpommern-Rügen                             |
| DE8    | Mecklenburg-Vorpommern | DE80   | Mecklenburg-Vorpommern | DE80M  | Nordwestmecklenburg                          |
| DE8    | Mecklenburg-Vorpommern | DE80   | Mecklenburg-Vorpommern | DE80N  | Vorpommern-Greifswald                        |
| DE8    | Mecklenburg-Vorpommern | DE80   | Mecklenburg-Vorpommern | DE80O  | Ludwigslust-Parchim                          |
| DE9    | Niedersachsen          | DE91   | Braunschweig           | DE911  | Braunschweig, Kreisfreie Stadt               |
| DE9    | Niedersachsen          | DE91   | Braunschweig           | DE912  | Salzgitter, Kreisfreie Stadt                 |
| DE9    | Niedersachsen          | DE91   | Braunschweig           | DE913  | Wolfsburg, Kreisfreie Stadt                  |
| DE9    | Niedersachsen          | DE91   | Braunschweig           | DE914  | Gifhorn                                      |
| DE9    | Niedersachsen          | DE91   | Braunschweig           | DE916  | Goslar                                       |
| DE9    | Niedersachsen          | DE91   | Braunschweig           | DE917  | Helmstedt                                    |
| DE9    | Niedersachsen          | DE91   | Braunschweig           | DE918  | Northeim                                     |
| DE9    | Niedersachsen          | DE91   | Braunschweig           | DE91A  | Peine                                        |
| DE9    | Niedersachsen          | DE91   | Braunschweig           | DE91B  | Wolfenbüttel                                 |
| DE9    | Niedersachsen          | DE91   | Braunschweig           | DE91C  | Göttingen                                    |
| DE9    | Niedersachsen          | DE92   | Hannover               | DE922  | Diepholz                                     |
| DE9    | Niedersachsen          | DE92   | Hannover               | DE923  | Hameln-Pyrmont                               |
| DE9    | Niedersachsen          | DE92   | Hannover               | DE925  | Hildesheim                                   |
| DE9    | Niedersachsen          | DE92   | Hannover               | DE926  | Holzminden                                   |
| DE9    | Niedersachsen          | DE92   | Hannover               | DE927  | Nienburg/Weser                               |
| DE9    | Niedersachsen          | DE92   | Hannover               | DE928  | Schaumburg                                   |
| DE9    | Niedersachsen          | DE92   | Hannover               | DE929  | Region Hannover                              |
| DE9    | Niedersachsen          | DE93   | Lüneburg               | DE931  | Celle                                        |
| DE9    | Niedersachsen          | DE93   | Lüneburg               | DE932  | Cuxhaven                                     |
| DE9    | Niedersachsen          | DE93   | Lüneburg               | DE933  | Harburg                                      |
| DE9    | Niedersachsen          | DE93   | Lüneburg               | DE934  | Lüchow-Dannenberg                            |
| DE9    | Niedersachsen          | DE93   | Lüneburg               | DE935  | Lüneburg                                     |
| DE9    | Niedersachsen          | DE93   | Lüneburg               | DE936  | Osterholz                                    |
| DE9    | Niedersachsen          | DE93   | Lüneburg               | DE937  | Rotenburg (Wümme)                            |
| DE9    | Niedersachsen          | DE93   | Lüneburg               | DE938  | Heidekreis                                   |
| DE9    | Niedersachsen          | DE93   | Lüneburg               | DE939  | Stade                                        |
| DE9    | Niedersachsen          | DE93   | Lüneburg               | DE93A  | Uelzen                                       |
| DE9    | Niedersachsen          | DE93   | Lüneburg               | DE93B  | Verden                                       |
| DE9    | Niedersachsen          | DE94   | Weser-Ems              | DE941  | Delmenhorst, Kreisfreie Stadt                |
| DE9    | Niedersachsen          | DE94   | Weser-Ems              | DE942  | Emden, Kreisfreie Stadt                      |
| DE9    | Niedersachsen          | DE94   | Weser-Ems              | DE943  | Oldenburg (Oldb), Kreisfreie Stadt           |
| DE9    | Niedersachsen          | DE94   | Weser-Ems              | DE944  | Osnabrück, Kreisfreie Stadt                  |
| DE9    | Niedersachsen          | DE94   | Weser-Ems              | DE945  | Wilhelmshaven, Kreisfreie Stadt              |
| DE9    | Niedersachsen          | DE94   | Weser-Ems              | DE946  | Ammerland                                    |
| DE9    | Niedersachsen          | DE94   | Weser-Ems              | DE947  | Aurich                                       |
| DE9    | Niedersachsen          | DE94   | Weser-Ems              | DE948  | Cloppenburg                                  |
| DE9    | Niedersachsen          | DE94   | Weser-Ems              | DE949  | Emsland                                      |
| DE9    | Niedersachsen          | DE94   | Weser-Ems              | DE94A  | Friesland (DE)                               |
| DE9    | Niedersachsen          | DE94   | Weser-Ems              | DE94B  | Grafschaft Bentheim                          |
| DE9    | Niedersachsen          | DE94   | Weser-Ems              | DE94C  | Leer                                         |
| DE9    | Niedersachsen          | DE94   | Weser-Ems              | DE94D  | Oldenburg, Landkreis                         |
| DE9    | Niedersachsen          | DE94   | Weser-Ems              | DE94E  | Osnabrück, Landkreis                         |
| DE9    | Niedersachsen          | DE94   | Weser-Ems              | DE94F  | Vechta                                       |
| DE9    | Niedersachsen          | DE94   | Weser-Ems              | DE94G  | Wesermarsch                                  |
| DE9    | Niedersachsen          | DE94   | Weser-Ems              | DE94H  | Wittmund                                     |
| DEA    | Nordrhein-Westfalen    | DEA1   | Düsseldorf             | DEA11  | Düsseldorf, Kreisfreie Stadt                 |
| DEA    | Nordrhein-Westfalen    | DEA1   | Düsseldorf             | DEA12  | Duisburg, Kreisfreie Stadt                   |
| DEA    | Nordrhein-Westfalen    | DEA1   | Düsseldorf             | DEA13  | Essen, Kreisfreie Stadt                      |
| DEA    | Nordrhein-Westfalen    | DEA1   | Düsseldorf             | DEA14  | Krefeld, Kreisfreie Stadt                    |
| DEA    | Nordrhein-Westfalen    | DEA1   | Düsseldorf             | DEA15  | Mönchengladbach, Kreisfreie Stadt            |
| DEA    | Nordrhein-Westfalen    | DEA1   | Düsseldorf             | DEA16  | Mülheim an der Ruhr, Kreisfreie Stadt        |
| DEA    | Nordrhein-Westfalen    | DEA1   | Düsseldorf             | DEA17  | Oberhausen, Kreisfreie Stadt                 |
| DEA    | Nordrhein-Westfalen    | DEA1   | Düsseldorf             | DEA18  | Remscheid, Kreisfreie Stadt                  |
| DEA    | Nordrhein-Westfalen    | DEA1   | Düsseldorf             | DEA19  | Solingen, Kreisfreie Stadt                   |
| DEA    | Nordrhein-Westfalen    | DEA1   | Düsseldorf             | DEA1A  | Wuppertal, Kreisfreie Stadt                  |
| DEA    | Nordrhein-Westfalen    | DEA1   | Düsseldorf             | DEA1B  | Kleve                                        |
| DEA    | Nordrhein-Westfalen    | DEA1   | Düsseldorf             | DEA1C  | Mettmann                                     |
| DEA    | Nordrhein-Westfalen    | DEA1   | Düsseldorf             | DEA1D  | Rhein-Kreis Neuss                            |
| DEA    | Nordrhein-Westfalen    | DEA1   | Düsseldorf             | DEA1E  | Viersen                                      |
| DEA    | Nordrhein-Westfalen    | DEA1   | Düsseldorf             | DEA1F  | Wesel                                        |
| DEA    | Nordrhein-Westfalen    | DEA2   | Köln                   | DEA22  | Bonn, Kreisfreie Stadt                       |
| DEA    | Nordrhein-Westfalen    | DEA2   | Köln                   | DEA23  | Köln, Kreisfreie Stadt                       |
| DEA    | Nordrhein-Westfalen    | DEA2   | Köln                   | DEA24  | Leverkusen, Kreisfreie Stadt                 |
| DEA    | Nordrhein-Westfalen    | DEA2   | Köln                   | DEA26  | Düren                                        |
| DEA    | Nordrhein-Westfalen    | DEA2   | Köln                   | DEA27  | Rhein-Erft-Kreis                             |
| DEA    | Nordrhein-Westfalen    | DEA2   | Köln                   | DEA28  | Euskirchen                                   |
| DEA    | Nordrhein-Westfalen    | DEA2   | Köln                   | DEA29  | Heinsberg                                    |
| DEA    | Nordrhein-Westfalen    | DEA2   | Köln                   | DEA2A  | Oberbergischer Kreis                         |
| DEA    | Nordrhein-Westfalen    | DEA2   | Köln                   | DEA2B  | Rheinisch-Bergischer Kreis                   |
| DEA    | Nordrhein-Westfalen    | DEA2   | Köln                   | DEA2C  | Rhein-Sieg-Kreis                             |
| DEA    | Nordrhein-Westfalen    | DEA2   | Köln                   | DEA2D  | Städteregion Aachen                          |
| DEA    | Nordrhein-Westfalen    | DEA3   | Münster                | DEA31  | Bottrop, Kreisfreie Stadt                    |
| DEA    | Nordrhein-Westfalen    | DEA3   | Münster                | DEA32  | Gelsenkirchen, Kreisfreie Stadt              |
| DEA    | Nordrhein-Westfalen    | DEA3   | Münster                | DEA33  | Münster, Kreisfreie Stadt                    |
| DEA    | Nordrhein-Westfalen    | DEA3   | Münster                | DEA34  | Borken                                       |
| DEA    | Nordrhein-Westfalen    | DEA3   | Münster                | DEA35  | Coesfeld                                     |
| DEA    | Nordrhein-Westfalen    | DEA3   | Münster                | DEA36  | Recklinghausen                               |
| DEA    | Nordrhein-Westfalen    | DEA3   | Münster                | DEA37  | Steinfurt                                    |
| DEA    | Nordrhein-Westfalen    | DEA3   | Münster                | DEA38  | Warendorf                                    |
| DEA    | Nordrhein-Westfalen    | DEA4   | Detmold                | DEA41  | Bielefeld, Kreisfreie Stadt                  |
| DEA    | Nordrhein-Westfalen    | DEA4   | Detmold                | DEA42  | Gütersloh                                    |
| DEA    | Nordrhein-Westfalen    | DEA4   | Detmold                | DEA43  | Herford                                      |
| DEA    | Nordrhein-Westfalen    | DEA4   | Detmold                | DEA44  | Höxter                                       |
| DEA    | Nordrhein-Westfalen    | DEA4   | Detmold                | DEA45  | Lippe                                        |
| DEA    | Nordrhein-Westfalen    | DEA4   | Detmold                | DEA46  | Minden-Lübbecke                              |
| DEA    | Nordrhein-Westfalen    | DEA4   | Detmold                | DEA47  | Paderborn                                    |
| DEA    | Nordrhein-Westfalen    | DEA5   | Arnsberg               | DEA51  | Bochum, Kreisfreie Stadt                     |
| DEA    | Nordrhein-Westfalen    | DEA5   | Arnsberg               | DEA52  | Dortmund, Kreisfreie Stadt                   |
| DEA    | Nordrhein-Westfalen    | DEA5   | Arnsberg               | DEA53  | Hagen, Kreisfreie Stadt                      |
| DEA    | Nordrhein-Westfalen    | DEA5   | Arnsberg               | DEA54  | Hamm, Kreisfreie Stadt                       |
| DEA    | Nordrhein-Westfalen    | DEA5   | Arnsberg               | DEA55  | Herne, Kreisfreie Stadt                      |
| DEA    | Nordrhein-Westfalen    | DEA5   | Arnsberg               | DEA56  | Ennepe-Ruhr-Kreis                            |
| DEA    | Nordrhein-Westfalen    | DEA5   | Arnsberg               | DEA57  | Hochsauerlandkreis                           |
| DEA    | Nordrhein-Westfalen    | DEA5   | Arnsberg               | DEA58  | Märkischer Kreis                             |
| DEA    | Nordrhein-Westfalen    | DEA5   | Arnsberg               | DEA59  | Olpe                                         |
| DEA    | Nordrhein-Westfalen    | DEA5   | Arnsberg               | DEA5A  | Siegen-Wittgenstein                          |
| DEA    | Nordrhein-Westfalen    | DEA5   | Arnsberg               | DEA5B  | Soest                                        |
| DEA    | Nordrhein-Westfalen    | DEA5   | Arnsberg               | DEA5C  | Unna                                         |
| DEB    | Rheinland-Pfalz        | DEB1   | Koblenz                | DEB11  | Koblenz, Kreisfreie Stadt                    |
| DEB    | Rheinland-Pfalz        | DEB1   | Koblenz                | DEB12  | Ahrweiler                                    |
| DEB    | Rheinland-Pfalz        | DEB1   | Koblenz                | DEB13  | Altenkirchen (Westerwald)                    |
| DEB    | Rheinland-Pfalz        | DEB1   | Koblenz                | DEB14  | Bad Kreuznach                                |
| DEB    | Rheinland-Pfalz        | DEB1   | Koblenz                | DEB15  | Birkenfeld                                   |
| DEB    | Rheinland-Pfalz        | DEB1   | Koblenz                | DEB17  | Mayen-Koblenz                                |
| DEB    | Rheinland-Pfalz        | DEB1   | Koblenz                | DEB18  | Neuwied                                      |
| DEB    | Rheinland-Pfalz        | DEB1   | Koblenz                | DEB1A  | Rhein-Lahn-Kreis                             |
| DEB    | Rheinland-Pfalz        | DEB1   | Koblenz                | DEB1B  | Westerwaldkreis                              |
| DEB    | Rheinland-Pfalz        | DEB1   | Koblenz                | DEB1C  | Cochem-Zell                                  |
| DEB    | Rheinland-Pfalz        | DEB1   | Koblenz                | DEB1D  | Rhein-Hunsrück-Kreis                         |
| DEB    | Rheinland-Pfalz        | DEB2   | Trier                  | DEB21  | Trier, Kreisfreie Stadt                      |
| DEB    | Rheinland-Pfalz        | DEB2   | Trier                  | DEB22  | Bernkastel-Wittlich                          |
| DEB    | Rheinland-Pfalz        | DEB2   | Trier                  | DEB23  | Eifelkreis Bitburg-Prüm                      |
| DEB    | Rheinland-Pfalz        | DEB2   | Trier                  | DEB24  | Vulkaneifel                                  |
| DEB    | Rheinland-Pfalz        | DEB2   | Trier                  | DEB25  | Trier-Saarburg                               |
| DEB    | Rheinland-Pfalz        | DEB3   | Rheinhessen-Pfalz      | DEB31  | Frankenthal (Pfalz), Kreisfreie Stadt        |
| DEB    | Rheinland-Pfalz        | DEB3   | Rheinhessen-Pfalz      | DEB32  | Kaiserslautern, Kreisfreie Stadt             |
| DEB    | Rheinland-Pfalz        | DEB3   | Rheinhessen-Pfalz      | DEB33  | Landau in der Pfalz, Kreisfreie Stadt        |
| DEB    | Rheinland-Pfalz        | DEB3   | Rheinhessen-Pfalz      | DEB34  | Ludwigshafen am Rhein, Kreisfreie Stadt      |
| DEB    | Rheinland-Pfalz        | DEB3   | Rheinhessen-Pfalz      | DEB35  | Mainz, Kreisfreie Stadt                      |
| DEB    | Rheinland-Pfalz        | DEB3   | Rheinhessen-Pfalz      | DEB36  | Neustadt an der Weinstraße, Kreisfreie Stadt |
| DEB    | Rheinland-Pfalz        | DEB3   | Rheinhessen-Pfalz      | DEB37  | Pirmasens, Kreisfreie Stadt                  |
| DEB    | Rheinland-Pfalz        | DEB3   | Rheinhessen-Pfalz      | DEB38  | Speyer, Kreisfreie Stadt                     |
| DEB    | Rheinland-Pfalz        | DEB3   | Rheinhessen-Pfalz      | DEB39  | Worms, Kreisfreie Stadt                      |
| DEB    | Rheinland-Pfalz        | DEB3   | Rheinhessen-Pfalz      | DEB3A  | Zweibrücken, Kreisfreie Stadt                |
| DEB    | Rheinland-Pfalz        | DEB3   | Rheinhessen-Pfalz      | DEB3B  | Alzey-Worms                                  |
| DEB    | Rheinland-Pfalz        | DEB3   | Rheinhessen-Pfalz      | DEB3C  | Bad Dürkheim                                 |
| DEB    | Rheinland-Pfalz        | DEB3   | Rheinhessen-Pfalz      | DEB3D  | Donnersbergkreis                             |
| DEB    | Rheinland-Pfalz        | DEB3   | Rheinhessen-Pfalz      | DEB3E  | Germersheim                                  |
| DEB    | Rheinland-Pfalz        | DEB3   | Rheinhessen-Pfalz      | DEB3F  | Kaiserslautern, Landkreis                    |
| DEB    | Rheinland-Pfalz        | DEB3   | Rheinhessen-Pfalz      | DEB3G  | Kusel                                        |
| DEB    | Rheinland-Pfalz        | DEB3   | Rheinhessen-Pfalz      | DEB3H  | Südliche Weinstraße                          |
| DEB    | Rheinland-Pfalz        | DEB3   | Rheinhessen-Pfalz      | DEB3I  | Rhein-Pfalz-Kreis                            |
| DEB    | Rheinland-Pfalz        | DEB3   | Rheinhessen-Pfalz      | DEB3J  | Mainz-Bingen                                 |
| DEB    | Rheinland-Pfalz        | DEB3   | Rheinhessen-Pfalz      | DEB3K  | Südwestpfalz                                 |
| DEC    | Saarland               | DEC0   | Saarland               | DEC01  | Regionalverband Saarbrücken                  |
| DEC    | Saarland               | DEC0   | Saarland               | DEC02  | Merzig-Wadern                                |
| DEC    | Saarland               | DEC0   | Saarland               | DEC03  | Neunkirchen                                  |
| DEC    | Saarland               | DEC0   | Saarland               | DEC04  | Saarlouis                                    |
| DEC    | Saarland               | DEC0   | Saarland               | DEC05  | Saarpfalz-Kreis                              |
| DEC    | Saarland               | DEC0   | Saarland               | DEC06  | St. Wendel                                   |
| DED    | Sachsen                | DED2   | Dresden                | DED21  | Dresden, Kreisfreie Stadt                    |
| DED    | Sachsen                | DED2   | Dresden                | DED2C  | Bautzen                                      |
| DED    | Sachsen                | DED2   | Dresden                | DED2D  | Görlitz                                      |
| DED    | Sachsen                | DED2   | Dresden                | DED2E  | Meißen                                       |
| DED    | Sachsen                | DED2   | Dresden                | DED2F  | Sächsische Schweiz-Osterzgebirge             |
| DED    | Sachsen                | DED4   | Chemnitz               | DED41  | Chemnitz, Kreisfreie Stadt                   |
| DED    | Sachsen                | DED4   | Chemnitz               | DED42  | Erzgebirgskreis                              |
| DED    | Sachsen                | DED4   | Chemnitz               | DED43  | Mittelsachsen                                |
| DED    | Sachsen                | DED4   | Chemnitz               | DED44  | Vogtlandkreis                                |
| DED    | Sachsen                | DED4   | Chemnitz               | DED45  | Zwickau                                      |
| DED    | Sachsen                | DED5   | Leipzig                | DED51  | Leipzig, Kreisfreie Stadt                    |
| DED    | Sachsen                | DED5   | Leipzig                | DED52  | Leipzig                                      |
| DED    | Sachsen                | DED5   | Leipzig                | DED53  | Nordsachsen                                  |
| DEE    | Sachsen-Anhalt         | DEE0   | Sachsen-Anhalt         | DEE01  | Dessau-Roßlau, Kreisfreie Stadt              |
| DEE    | Sachsen-Anhalt         | DEE0   | Sachsen-Anhalt         | DEE02  | Halle (Saale), Kreisfreie Stadt              |
| DEE    | Sachsen-Anhalt         | DEE0   | Sachsen-Anhalt         | DEE03  | Magdeburg, Kreisfreie Stadt                  |
| DEE    | Sachsen-Anhalt         | DEE0   | Sachsen-Anhalt         | DEE04  | Altmarkkreis Salzwedel                       |
| DEE    | Sachsen-Anhalt         | DEE0   | Sachsen-Anhalt         | DEE05  | Anhalt-Bitterfeld                            |
| DEE    | Sachsen-Anhalt         | DEE0   | Sachsen-Anhalt         | DEE06  | Jerichower Land                              |
| DEE    | Sachsen-Anhalt         | DEE0   | Sachsen-Anhalt         | DEE07  | Börde                                        |
| DEE    | Sachsen-Anhalt         | DEE0   | Sachsen-Anhalt         | DEE08  | Burgenlandkreis                              |
| DEE    | Sachsen-Anhalt         | DEE0   | Sachsen-Anhalt         | DEE09  | Harz                                         |
| DEE    | Sachsen-Anhalt         | DEE0   | Sachsen-Anhalt         | DEE0A  | Mansfeld-Südharz                             |
| DEE    | Sachsen-Anhalt         | DEE0   | Sachsen-Anhalt         | DEE0B  | Saalekreis                                   |
| DEE    | Sachsen-Anhalt         | DEE0   | Sachsen-Anhalt         | DEE0C  | Salzlandkreis                                |
| DEE    | Sachsen-Anhalt         | DEE0   | Sachsen-Anhalt         | DEE0D  | Stendal                                      |
| DEE    | Sachsen-Anhalt         | DEE0   | Sachsen-Anhalt         | DEE0E  | Wittenberg                                   |
| DEF    | Schleswig-Holstein     | DEF0   | Schleswig-Holstein     | DEF01  | Flensburg, Kreisfreie Stadt                  |
| DEF    | Schleswig-Holstein     | DEF0   | Schleswig-Holstein     | DEF02  | Kiel, Kreisfreie Stadt                       |
| DEF    | Schleswig-Holstein     | DEF0   | Schleswig-Holstein     | DEF03  | Lübeck, Kreisfreie Stadt                     |
| DEF    | Schleswig-Holstein     | DEF0   | Schleswig-Holstein     | DEF04  | Neumünster, Kreisfreie Stadt                 |
| DEF    | Schleswig-Holstein     | DEF0   | Schleswig-Holstein     | DEF05  | Dithmarschen                                 |
| DEF    | Schleswig-Holstein     | DEF0   | Schleswig-Holstein     | DEF06  | Herzogtum Lauenburg                          |
| DEF    | Schleswig-Holstein     | DEF0   | Schleswig-Holstein     | DEF07  | Nordfriesland                                |
| DEF    | Schleswig-Holstein     | DEF0   | Schleswig-Holstein     | DEF08  | Ostholstein                                  |
| DEF    | Schleswig-Holstein     | DEF0   | Schleswig-Holstein     | DEF09  | Pinneberg                                    |
| DEF    | Schleswig-Holstein     | DEF0   | Schleswig-Holstein     | DEF0A  | Plön                                         |
| DEF    | Schleswig-Holstein     | DEF0   | Schleswig-Holstein     | DEF0B  | Rendsburg-Eckernförde                        |
| DEF    | Schleswig-Holstein     | DEF0   | Schleswig-Holstein     | DEF0C  | Schleswig-Flensburg                          |
| DEF    | Schleswig-Holstein     | DEF0   | Schleswig-Holstein     | DEF0D  | Segeberg                                     |
| DEF    | Schleswig-Holstein     | DEF0   | Schleswig-Holstein     | DEF0E  | Steinburg                                    |
| DEF    | Schleswig-Holstein     | DEF0   | Schleswig-Holstein     | DEF0F  | Stormarn                                     |
| DEG    | Thüringen              | DEG0   | Thüringen              | DEG01  | Erfurt, Kreisfreie Stadt                     |
| DEG    | Thüringen              | DEG0   | Thüringen              | DEG02  | Gera, Kreisfreie Stadt                       |
| DEG    | Thüringen              | DEG0   | Thüringen              | DEG03  | Jena, Kreisfreie Stadt                       |
| DEG    | Thüringen              | DEG0   | Thüringen              | DEG04  | Suhl, Kreisfreie Stadt                       |
| DEG    | Thüringen              | DEG0   | Thüringen              | DEG05  | Weimar, Kreisfreie Stadt                     |
| DEG    | Thüringen              | DEG0   | Thüringen              | DEG06  | Eichsfeld                                    |
| DEG    | Thüringen              | DEG0   | Thüringen              | DEG07  | Nordhausen                                   |
| DEG    | Thüringen              | DEG0   | Thüringen              | DEG09  | Unstrut-Hainich-Kreis                        |
| DEG    | Thüringen              | DEG0   | Thüringen              | DEG0A  | Kyffhäuserkreis                              |
| DEG    | Thüringen              | DEG0   | Thüringen              | DEG0B  | Schmalkalden-Meiningen                       |
| DEG    | Thüringen              | DEG0   | Thüringen              | DEG0C  | Gotha                                        |
| DEG    | Thüringen              | DEG0   | Thüringen              | DEG0D  | Sömmerda                                     |
| DEG    | Thüringen              | DEG0   | Thüringen              | DEG0E  | Hildburghausen                               |
| DEG    | Thüringen              | DEG0   | Thüringen              | DEG0F  | Ilm-Kreis                                    |
| DEG    | Thüringen              | DEG0   | Thüringen              | DEG0G  | Weimarer Land                                |
| DEG    | Thüringen              | DEG0   | Thüringen              | DEG0H  | Sonneberg                                    |
| DEG    | Thüringen              | DEG0   | Thüringen              | DEG0I  | Saalfeld-Rudolstadt                          |
| DEG    | Thüringen              | DEG0   | Thüringen              | DEG0J  | Saale-Holzland-Kreis                         |
| DEG    | Thüringen              | DEG0   | Thüringen              | DEG0K  | Saale-Orla-Kreis                             |
| DEG    | Thüringen              | DEG0   | Thüringen              | DEG0L  | Greiz                                        |
| DEG    | Thüringen              | DEG0   | Thüringen              | DEG0M  | Altenburger Land                             |
| DEG    | Thüringen              | DEG0   | Thüringen              | DEG0N  | Eisenach                                     |
| DEG    | Thüringen              | DEG0   | Thüringen              | DEG0P  | Wartburgkreis                                |

## Übersicht über die NUTS-2-Regionen in Deutschland
| NUTS-2-Region          | Code | Bundesland | Einwohner (in Tsd.) | Fläche (km²) | Einwohner je km² |
| ---------------------- | ---- | ---------- | ------------------- | ------------ | ---------------- |
| Freiburg               | DE13 | BW         | 2.271               | 9.346,4      | 243,0            |
| Karlsruhe              | DE12 | BW         | 2.811               | 6.918,0      | 406,3            |
| Stuttgart              | DE11 | BW         | 4.154               | 10.556,8     | 393,5            |
| Tübingen               | DE14 | BW         | 1.864               | 8.852,4      | 210,6            |
| Mittelfranken          | DE25 | BY         | 1.775               | 7.243,7      | 245,1            |
| Niederbayern           | DE22 | BY         | 1.244               | 10.326,1     | 120,5            |
| Oberbayern             | DE21 | BY         | 4.711               | 17.529,3     | 268,7            |
| Oberfranken            | DE24 | BY         | 1.065               | 7.231,2      | 147,3            |
| Oberpfalz              | DE23 | BY         | 1.112               | 9.690,2      | 114,8            |
| Schwaben               | DE27 | BY         | 1.899               | 9.991,6      | 190,1            |
| Unterfranken           | DE26 | BY         | 1.318               | 8.530,1      | 154,5            |
| Berlin                 | DE30 | BE         | 3.669               | 891,1        | 4.117,8          |
| Brandenburg            | DE40 | BB         | 2.522               | 29.654,4     | 85,0             |
| Bremen                 | DE50 | HB         | 681                 | 419,8        | 1.622,5          |
| Hamburg                | DE60 | HH         | 1.847               | 755,1        | 2.446,4          |
| Darmstadt              | DE71 | HE         | 4.020               | 7.444,2      | 540,0            |
| Gießen                 | DE72 | HE         | 1.049               | 5.380,6      | 194,9            |
| Kassel                 | DE73 | HE         | 1.219               | 8.290,8      | 147,1            |
| Mecklenburg-Vorpommern | DE80 | MV         | 1.608               | 23.292,7     | 69,0             |
| Braunschweig           | DE91 | NI         | 1.595               | 8.117,4      | 196,5            |
| Hannover               | DE92 | NI         | 2.148               | 9.064,7      | 237,0            |
| Lüneburg               | DE93 | NI         | 1.716               | 15.541,5     | 110,4            |
| Weser-Ems              | DE94 | NI         | 2.534               | 14.986,3     | 169,1            |
| Arnsberg               | DEA5 | NW         | 3.581               | 8.012,4      | 446,9            |
| Detmold                | DEA4 | NW         | 2.056               | 6.525,3      | 315,0            |
| Düsseldorf             | DEA1 | NW         | 5.207               | 5.292,3      | 984,0            |
| Köln                   | DEA2 | NW         | 4.479               | 7.364,4      | 608,2            |
| Münster                | DEA3 | NW         | 2.625               | 6.918,4      | 379,4            |
| Koblenz                | DEB1 | RP         | 1.498               | 8.074,9      | 185,5            |
| Rheinhessen-Pfalz      | DEB3 | RP         | 2.063               | 6.851,1      | 301,1            |
| Trier                  | DEB2 | RP         | 533                 | 4.925,8      | 108,2            |
| Saarland               | DEC0 | SL         | 987                 | 2.571,1      | 383,8            |
| Chemnitz               | DED4 | SN         | 1.426               | 6.528,0      | 218,5            |
| Dresden                | DED2 | SN         | 1.597               | 7.944,3      | 201,0            |
| Leipzig                | DED5 | SN         | 1.049               | 3.977,7      | 263,7            |
| Sachsen-Anhalt         | DEE0 | ST         | 2.195               | 20.452,1     | 107,3            |
| Schleswig-Holstein     | DEF0 | SH         | 2.904               | 15.802,3     | 183,8            |
| Thüringen              | DEG0 | TH         | 2.133               | 16.202,4     | 131,7            |